# サーシャ・カライジッチ
サーシャ・カライジッチ（Saša Kalajdžić、1997年7月7日 - ）は、オーストリア・ウィーン出身のサッカー選手。プレミアリーグ・ウルヴァーハンプトン・ワンダラーズFC所属。オーストリア代表。ポジションはFW。

## 経歴
FCアドミラ・ヴァッカー・メードリングでサッカーキャリアをスタートさせ、キャリア初期はミッドフィールダーとしてプレーしていたが、のちにセンターフォワードへとポジションを移している。2019年7月5日、ドイツのVfBシュトゥットガルトと3年契約を交わした。しかし、加入後に行われたプレシーズンのキャンプで右膝の前十字靭帯を損傷する大怪我を負い、2019年内の復帰は絶望的となってしまった。
2020年5月28日、ハンブルガーSVとのリーグ戦にて、後半から途中出場してシュトゥットガルトでのデビューを果たし、次節の1.FCニュルンベルク戦で移籍後初ゴールを挙げた。翌2020-21シーズン、カライジッチはリーグ戦のみで16ゴールを挙げ、昇格シーズンでのリーグ戦9位フィニッシュに貢献した。
2022年8月31日、ウルヴァーハンプトン・ワンダラーズFCに5年契約で加入。
2024年1月7日、アイントラハト・フランクフルトにシーズン終了までのレンタル移籍で加入。

## 代表
2017年から2019年にU-21オーストリア代表を経験した。
2020年10月14日開催のUEFAネーションズリーグ・ルーマニア代表戦で、オーストリア代表として初出場を果たした。

## 人物
父親はセルビア人であり、セルビア国籍も保有する。